# زبان برنامه‌نویسی سی (کتاب)

جلد ویرایش اول

زبان برنامه‌نویسی سی (به انگلیسی: The C Programming Language) (گاهی با نام K&R هم شناخته می‌شود که از حرف اول نام خانوادگی نویسندگانش آمده) نام یک کتاب معروف و شناخته شده دربارهٔ زبان برنامه‌نویسی سی است که توسط برایان کرنیگان و دنیس ریچی نوشته شده‌است. دنیس ریچی خود از طراحان این زبان و کسی بود که این زبان را پیاده‌سازی کرد و همین‌طور در طراحی سیستم‌عامل یونیکس همکاری داشت. این کتاب نقش زیادی در محبوبیت زبان سی داشت و تا به امروز هم به عنوان یکی از مراجع اصلی این زبان استفاده می‌شود.
به خاطر اینکه یکی از نویسندگان این کتاب طراح اصلی زبان سی بود، و همین‌طور به خاطر اینکه ویرایش اول این کتاب سال‌ها به عنوان استاندارد د فاکتو زبان استفاده می‌شد، در نظر بسیاری این کتاب مرجع اصلی زبان سی است. ویرایش اول این کتاب در ماه مِه سال ۱۹۷۸ (معادل اردیبهشت-خرداد سال ۱۳۵۷ خورشیدی) منتشر شد و اولین کتاب دربارهٔ زبان سی بود که به صورت گسترده در دسترس بود. زبان سی توسط دنیس ریچی طراحی شده بود. برایان کرنیگان اولین خودآموز زبان سی را نوشته بود. نسخه‌ای از زبان سی که این کتاب به تشریح آن پرداخته، گاهی با نام «سی K&R» شناخته می‌شود تا بتوان این نسخه را از نسخه بعدی زبان سی که توسط کمیته آنسی سی استاندارد شده تمیز داد. در سال ۱۹۸۸ ویرایش دوم این کتاب منتشر شد که شامل تغییرات جدید از استانداردسازی این زبان بود و همین‌طور کتابخانه استاندارد سی را پوشش می‌داد. ویرایش دوم این کتاب به بیش از ۲۰ زبان دنیا ترجمه شده‌است. در سال ۲۰۱۲، یک نسخه الکترونیکی از این کتاب در قالب‌های ePub ,Mobi، و PDF منتشر شد.

## ترجمه فارسی
- ریچی، دنیس؛ کرنیگان، برایان (۱۳۹۱). زبان برنامه‌نویسی C. ترجمهٔ حسین ابراهیم‌زاده قلزم (ویراست دوم). سیمای دانش آذر. ص. ۵۲۸. شابک ۹۶۴۵۶۹۳۱۳۶.